# Hair (Film)
Hair ist eine US-amerikanische Musicalverfilmung aus dem Jahr 1979. Der Regisseur war Miloš Forman. Das Drehbuch schrieb Michael Weller basierend auf dem Musical Hair. Die Hauptrollen spielten John Savage, Treat Williams und Beverly D’Angelo.

## Handlung
Der Film erzählt die Geschichte von Claude Hooper Bukowski, einem jungen Mann aus dem ländlichen Oklahoma, der Ende der 1960er Jahre in den Vietnamkrieg ziehen soll. Auf dem Weg zur Musterung in New York City trifft er auf eine Gruppe von Hippies unter Führung des charismatischen Berger. Als Bukowski die junge Sheila aus reicher Familie an der Gruppe vorbeireiten sieht, verliebt er sich in sie. Das ungezwungene Leben der Hippie-Gruppe fasziniert den Mann vom Lande und er schließt sich ihnen an. Gemeinsam tauchen sie uneingeladen auf einer Party in Sheilas Elternhaus auf und werden dafür verhaftet. Sheila kann sich Claudes schüchterner Verliebtheit und der unkonventionellen Lebenslust der Hippies nicht entziehen und sucht den Kontakt zu ihnen.
Wenig später tritt Bukowski seinen Dienst bei der Armee an. Im Lager in der Wüste von Nevada werden Claude und seine Kameraden hart gedrillt unter der Aufsicht eines Generals, der auch nicht davor zurückschreckt, auf die Lagerlautsprecher schießen zu lassen, als über sie Rockmusik erklingt.
In New York trifft sich Sheila erneut mit der Gruppe um Berger und zeigt ihnen einen Brief von Claude. Berger gewinnt sie und seine Freunde für die Idee, gemeinsam nach Nevada zu fahren und Claude zu besuchen. Weil die Gruppe nicht in die Kaserne eingelassen wird, bringen sie mit einem Trick einen Unteroffizier um seine Uniform. Damit gelangt Berger in die Kaserne und tauscht dort Uniform und Platz mit Claude. Während dieser so die Kaserne für einige Stunden verlassen und mit seinen Freunden verbringen kann, muss sich Berger unvorhergesehen mit der Truppe zum Abflug nach Vietnam fertig machen. Als Claude in die Kaserne zurückkehrt, heben die Truppentransporter bereits ab.
In der Schlussszene stehen Claude, Sheila und die anderen Gruppenmitglieder vor Bergers Grab auf einem riesigen Soldatenfriedhof. Die letzten Bilder zeigen eine große Antikriegsdemonstration vor dem Weißen Haus.

## Synchronisation
Die deutsche Synchronfassung entstand bei der cine – adaption GmbH Film- und Fernsehsynchronisation, München. Ivar Combrinck schrieb das Dialogbuch und führte Regie.
| Rolle                   | Darsteller       | Synchronsprecher   |
| ----------------------- | ---------------- | ------------------ |
| George Berger           | Treat Williams   | Jürgen Clausen     |
| Claude Hooper Bukowski  | John Savage      | Ivar Combrinck     |
| Sheila Franklin         | Beverly D’Angelo | Dagmar Heller      |
| Jeannie Ryan            | Annie Golden     | Uschi Wolff        |
| Woof                    | Don Dacus        | Pierre Franckh     |
| LaFayette „Hud“ Johnson | Dorsey Wright    | Michael Brennicke  |
| General                 | Nicholas Ray     | John Pauls-Harding |
| Sergeant Fenton         | Richard Bright   | Manfred Schmidt    |
| Sheldon                 | Michael Jeter    | Norbert Gastell    |

## Kritiken
Das Lexikon des internationalen Films schrieb, der Film sei ein „Filmmusical voller Vitalität, musikalischem Temperament und temporeicher Spannung“. Er zeige „unterhaltsam und überzeugend Werte wie Freundschaft, Großzügigkeit und Geborgenheit in der Gruppe“ „im Zusammenhang von nicht nur sexueller Freizügigkeit und Anti-Vietnamkriegsbewegung“.
Die Zeitschrift Cinema schrieb, der Film wirke „nostalgisch wie energiegeladen“, er sei „Flowerpower pur: zeitlos, unvergesslich!“.
VideoWoche schrieb: „Das beste an Milos Formans Leinwandversion des Rock-Musicals 'Hair' sind zweifelsohne die Musiknummern und die Choreographie von Twyla Tharp. Ein Kassenerfolg wurde der Film seinerzeit dennoch nicht, die Kritik war sich uneins. Der Spiegel nannte ihn 'eine millionenschwere Seifenblase', während die Times lobte: 'Ein Beweis dafür, dass sich im Filmgeschäft noch echte Wunder ereignen können.“

## Auszeichnungen
Treat Williams wurde für seine Rolle für den Golden Globe Award als Bester Nachwuchsdarsteller nominiert, die zweite Nominierung für diesen Preis erfolgte in der Kategorie Bester Film. Der Film wurde ebenfalls für den Young Artist Award und den César nominiert. Milos Forman und Galt MacDermot gewannen den David di Donatello in den Kategorien Bester ausländischer Regisseur und Bester ausländischer Soundtrack.